# Chamaita fascioterminata
Chamaita fascioterminata är en fjärilsart som beskrevs av Rothschild 1913. Chamaita fascioterminata ingår i släktet Chamaita och familjen björnspinnare. Inga underarter finns listade i Catalogue of Life.